# Île Tanglewood
L'île Tanglewood est une île de l'État de Washington dans le comté de Pierce aux États-Unis.

## Description
Située au nord de Fox Island, dans le Puget Sound, elle s'étend sur 550 m de longueur pour une largeur de 180 m.

## Histoire
Lieu de villégiature estival de la célébrité locale de la ville voisine de Tacoma, l'homme d'affaires Conrad L. Hoska (1856-1910), l'île devient à partir de 1945 un camp pour garçons. 
Le phare est établi en 1946. L'île a porté plusieurs noms : Ellens Isle, Grant Island, Grave Island puis Hoska Island avant de prendre son nom définitif en 1947 en hommage à Tanglewood Tales de Nathaniel Hawthorne.
Elle est incluse depuis 2010 au Census-designated place de Fox Island.